# Žirafa (zviježđe)
Žirafa (lat. Camelopardalis)  jedno je od 88 modernih zviježđa. Veliko, ali slabo vidljivo zviježđe sjeverne polutke. To slabo zviježđe sjevernog neba predstavljeno žirafom, uveo je početkom 17. stoljeća nizozemski astronom Petrus Plancius. Zastario oblik njegovog imena je Camelopardus. Najsjajnija zvijezda u zviježđu je (β) Žirafe.
U zviježđu se nalaze otvoreni zvjezdani skup NGC 1502, planetarna maglica NGC 1501, spiralne galaktike NGC 2403, IC 342, nepravilna patuljasta galaktika NGC 1569, lećasta galaktika NGC 2655 i dr.